# كيم نيلسن (مؤلف)
كيم إي. نيلسن هي مؤرخة ومؤلفة أمريكية متخصصة في دراسات الإعاقة. منذ عام 2012، كانت نيلسن أستاذة للتاريخ ودراسات الإعاقة ودراسات المرأة في جامعة توليدو. تدربت نيلسن في الأصل كمؤرخة للنساء والسياسة، ووصلت إلى تاريخ الإعاقة والدراسات من خلال اكتشافها للحياة السياسية لهيلين كيلر.

## الحياة المبكرة والتعليم
نشأت نيلسن إلى حد كبير في شمال مينيسوتا. حصلت على درجة البكالوريوس من كلية ماكاليستر في عام 1988، ومن جامعة أيوا حصلت على درجة الماجستير في عام 1991 والدكتوراه في عام 1996. في ماكاليستر كانت تحت إشراف بيتر راشليف، وكانت مستشارة أطروحتها في آيوا هي ليندا كيربر.

## حياته مهنية
لمدة أربعة عشر عامًا، حتى عام 2012، كانت أستاذة لدراسات الديمقراطية والعدالة في جامعة ويسكونسن-جرين باي . كتبت نيلسن سيرة ذاتية لهيلين كيلر وآنا سوليفان مايسي، وشاركت كخبيره على الشاشة في حلقة "تصبح هيلين كيلر" من برنامج الماجستير الأمريكي (2021).
كانت الرئيسة المؤسسة لجمعية تاريخ الإعاقة، ووُصف كتابها تاريخ الإعاقة في الولايات المتحدة (2012) بأنه "أول مسح واسع النطاق لموضوعه وأول عمل يضع تاريخ الإعاقة الأمريكية على مدار فترة زمنية كاملة".
أطلق المخرج السينمائي جون جيانفيتو على كتاب "حياة هيلين كيلر الجذرية " في مقابلة أجريت معه عام 2020 اسم "أفضل السير الذاتية". وصفت مقالة نُشرت عام 2021 في صحيفة نيويورك تايمز كتاب "حياة هيلين كيلر الجذرية " بأنه "اكتشاف". في كتابها "تاريخ الإعاقة والقوة وإعادة التفكير في فكرة "الآخر'" (2005)، تشير المؤرخة كاثرين كودليك إلى أنه على عكس كتاب السير الذاتية السابقين، يضع نيلسن حياة كيلر في سياق الاتجاهات الرئيسية في التاريخ الأمريكي. ... لفهمها وإعاقتها على أنها غنية ومعقدة بدلاً من كونها صورة كاريكاتورية لشخصية ملهمة واحدة.

## الجوائز والأوسمة
حصلت نيلسن على تكريمات من منظمة المؤرخين الأمريكيين والرابطة الجنوبية للمؤرخات. منحتها جمعية النساء الجنوبيات جائزة إليزابيث تايلور لعام 2007 لأفضل مقال في تاريخ المرأة الجنوبية. في عام 1998، حصلت على منحة فولبرايت في أيسلندا، وفي عام 2005 ألقت محاضرة في المنظمة في اليابان.
هي الفائزة بجائزة روزن لعام 2021 من الجمعية الأمريكية لتاريخ الطب عن كتاب "دليل أكسفورد لتاريخ الإعاقة" ، الذي حررته بالاشتراك مع مايكل ريمبيس وكاثرين جيه كودليك. فاز الكتاب أيضًا بجائزة جمعية تاريخ الإعاقة لعام 2019.

## الأعمال المنشورة
- Nielsen، Kim E. (2001). Un-American womanhood : antiradicalism, antifeminism, and the first Red Scare. Columbus: Ohio State University Press. ISBN:978-0-8142-5080-8.
- Nielsen، Kim E. (2004). The radical lives of Helen Keller. New York: New York University Press. ISBN:978-0-8147-5814-4.
- Nielsen، Kim E.، المحرر (2005). Helen Keller : selected writings. New York: New York University Press. ISBN:978-0-8147-5829-8.
- Nielsen، Kim E. (2009). Beyond the miracle worker : the remarkable life of Anne Sullivan Macy and her extraordinary friendship with Helen Keller. Boston: Beacon Press. ISBN:978-0-8070-5050-7.
- Nielsen، Kim E. (2012). A disability history of the United States. Boston: Beacon Press. ISBN:978-0-8070-2204-7.
- Rembis، Michael؛ Kudlick، Catherine؛ Nielsen، Kim E.، المحررون (2018). The Oxford handbook of disability history. New York, NY: Oxford University Press. ISBN:978-0-19-023495-9.
- Nielsen، Kim E. (2020). Money, Marriage, and Madness: The Life of Anna Ott. University of Illinois Press. ISBN:978-0252043147.

بالتعاون مع مايكل ريمبيس، تشارك نيلسون في تحرير كتاب "تاريخ الإعاقة"، وهي سلسلة كتب تنشرها مطبعة جامعة إلينوي ‏. يستكشف المسلسل التجارب الحية للأفراد والمجموعات من مجموعة واسعة من المجتمعات والثقافات والفترات الزمنية والمواقع الجغرافية، الذين تم تحديدهم على أنهم من ذوي الإعاقة أو اعتبرتهم الثقافة السائدة من ذوي الإعاقة. 
من عام 2015 إلى عام 2018 شاركت في تحرير مجلة دراسات الإعاقة الفصلية مع أليسون داي. 

## قراءة إضافية
- Kleege، Georgina (26 مايو 2016). "Kim Nielsen. Beyond the Miracle Worker: The Remarkable Story of Anne Sullivan Macy and Her Extraordinary Friendship with Helen Keller. Boston: Beacon Press, 2009". Disability Studies Quarterly. ج. 36 ع. 2. DOI:10.18061/dsq.v36i2.5249. مؤرشف من الأصل في 2020-11-24.
- Chamberlain، Chelsea D. (2020). "Money, Marriage, and Madness: The Life of Anna Ott". Indiana Magazine of History. University of Illinois Press. ج. 117 ع. 4: 320–321. مؤرشف من الأصل في 2022-09-24.

## روابط خارجية
- كيم نيلسن، "تاريخ الإعاقة، والعدالة المتعلقة بالإعاقة، والتوجهات المستقبلية" (7 نوفمبر/تشرين الثاني 2019)، عرض تقديمي أُلقي في معهد وايومنغ للإعاقات (WIND)
- معهد تاريخ العلوم، "حلقة إضافية: مقابلة مع كيم نيلسن" التقطير (13 أغسطس 2020). مقابلة بودكاست أجراها ريجوبيرتو هيرنانديز، متوفرة بالصوت والنص.
- كيم نيلسن، ورابيا بيلت، وبيث لينكر، "الإعاقة والماضي الأمريكي: مقدمة لتاريخ الإعاقة" (7 أكتوبر 2021)، ندوة عبر الإنترنت برعاية الجمعية التاريخية في ماساتشوستس